# بریرفیلد، لانکاشر
longitudeبریرفیلد، لانکاشرlatitudeبریرفیلد، لانکاشر
بریرفیلد، لانکاشر (به انگلیسی: Brierfield, Lancashire) یک منطقهٔ مسکونی در انگلستان است که در شمال غربی انگلستان واقع شده‌است.

## خصوصیات
بریرفیلد ۸٬۱۹۹ نفر جمعیت دارد.